# 图卢兹第二大学
图卢兹第二大学（法語：Université Toulouse II Jean Jaurès），是法国图卢兹的三所公立综合性大学之一，建立于1968年。学校主要方向为文学艺术、语言文明、社会科学和科学卫生。

## 历史
图卢兹大学最早成立于1229年，是法国历史第二悠久的大学。1793年，法国大革命关闭了所有的大学，图卢兹大学也随之关闭。1968年的教育改革将图卢兹大学分为了三所大学：一大、二大和三大。只有图卢兹一大留在了大学在市中心的历史校区。2007年3月，再一同組成土魯斯大學聯盟。

## 院系设置
- 历史艺术考古学院
- 外国语言文学文明学院
- 文学哲学音乐学院
- 心理学学院
- 科学、太空与社会学院
- 布拉尼亚克大学技术学院
- 菲雅克大学技术学院
- 音乐教室学院
- 图卢兹美洲研究院
- 奥克西塔尼图卢兹区域工作研究院

## 外部連結
- 官方网站 （法文）

43°34′40″N 1°24′15″E / 43.577702°N 1.404058°E